# 損害賠償
損害賠償（英語：damages），源於拉丁文「damnum」一詞，係指法律上，他方造成財產上、身體上或權益上損害所為之賠償，多以金錢為之。